# Kommunalwirtschaftsunternehmen
Kommunalwirtschaftsunternehmen (KWU) waren volkseigene Anstalten öffentlichen Rechts für die wirtschaftliche Tätigkeit der Gemeinden und Kreise auf dem Gebiet der Sowjetischen Besatzungszone Deutschlands. In der Regel Anfang 1949 gebildet, wurden sie bereits zum 31. März 1951 wieder aufgelöst. Rechtsgrundlage für ihre Bildung war die „Verordnung über die wirtschaftliche Betätigung der Gemeinden und Kreise (Kommunalwirtschaftsverordnung)“ der Deutschen Wirtschaftskommission vom 24. November 1948. In diese Kommunalwirtschaftsunternehmen hatten die Gemeinden und Kreise sämtliche ihnen gehörenden gewerblichen sowie land- und forstwirtschaftlichen Betriebe und wirtschaftlichen Einrichtungen sowie die ihnen gehörenden Mehr- oder Minderheitsbeteiligungen einzubringen. Ausnahme von dieser Einbringung bildeten Sparkassen und Bank- oder Kreditinstitute, die eigenständig blieben; nicht-wirtschaftliche Betätigungen durften in die KWUs eingebracht werden. Mit der Einbringung verloren sie ihre bisherige Selbstständigkeit und waren fortan nurmehr Betriebsteile der KWU.
Mit Verordnung aus dem Februar 1951 wurden sie mit Wirkung vom 31. März 1951 aufgelöst und unter Ab- und Aufspaltung in juristisch eigenständige volkseigene Betriebe überführt.

## Rechtsrahmen der Kommunalwirtschaftsunternehmen
Die „Verordnung über die wirtschaftliche Betätigung der Gemeinden und Kreise (Kommunalwirtschaftsverordnung)“, hier im Artikel als KWVO nichtamtlich abgekürzt, der Deutschen Wirtschaftskommission wurde am 24. November 1948 beschlossen und im Zentralverordnungsblatt – Amtliches Organ der Deutschen Wirtschaftskommission, Nr. 57 vom 15. Dezember 1948 bekannt gemacht.
§ 1 der KWVO regelte die Bildung der KWUs, § 5 den Titel, den die KWU zu führen hatten („Kommunalwirtschaftsunternehmen der Gemeinde/der Stadt/des Kreises …“). Sie waren volkseigene (§ 2 KWVO) Anstalten öffentlichen Rechts (§ 3 KWVO).
Die Leitung des KWU oblag gemäß § 6 KWVO  den beiden Organen „Vorstand“ (ein Direktor und ein oder mehrere Stellvertreter, § 7 KWVO) und „Verwaltungsrat“. Der Verwaltungsrat wiederum soll aus einer durch drei teilbaren Zahl von Mitgliedern (höchstens 18 Mitglieder) bestehen, die zu einem Drittel aus Mitgliedern des jeweiligen Rat des Kreises bzw. des Rates der Stadt/der Gemeinde bestehen, oder Personen, die von diesem benannt wurden, einem Drittel aus Stadtverordneten (KWU der Städte)/Gemeindevertretern (KWU der Gemeinden) bzw. Kreistagsabgeordneten (KWU der Kreise) – jeweils nach dem Stärkeprinzip der Parteien – und einem Drittel aus Mitgliedern des Freien Deutschen Gewerkschaftsbundes (FDGB) oder aus der Belegschaft der eingegliederten Betriebe, sofern diese von den FDGB-Mitgliedern benannt wurden (§ 7 KWVO). Dem Verwaltungsrat oblag die Bestellung und Überwachung des Vorstandes und die Genehmigung von Haushaltsplänen, Jahresabschlüssen usw. (§ 9 KWVO), während die grundsätzlichen Aufgaben, wie zum Beispiel die Zuordnung oder Ausgliederung von Betriebsteilen beim Kreistag oder der Gemeindevertretung verblieben (§ 12 KWVO). Hatten Betriebsteile eine gewisse Größe (was bei Verkehrsunternehmen in der Regel der Fall war), konnte für sie ein Betriebsleiter bestellt werden, der im Auftrag und auf Weisung des Vorstandes handelte.
Weitere Paragraphen regelten die Mittelverwendung bzw. -belassung, die Gewinnabführung und dessen Verwendung sowie die Möglichkeit, dass mehrere Gemeinden gemeinsam ein KWU gründen können. Die Prüfung der KWU oblag der „Revisions- und Treuhandanstalt für die sowjetische Besatzungszone Deutschlands“ (§ 14 KWVO), Pflichtverletzungen unterlagen der Wirtschaftsstrafverordnung (§ 16 KWVO), wobei bereits ein vorsätzliches Handeln „zum Nachteil“ des KWU für eine Strafbarkeit ausreichte (§ 16 Nr. 1 KWVO).

## Aufgaben der KWU und Auflösung März 1951
KWUs hatten neben der vordringlichen Aufgabe, der Sicherung des Aufbaus nach den Folgen des Krieges, aber auch die, den Schritt zu juristisch selbständigen volkseigenen Betrieben auf kommunaler Ebene vorzubereiten. Folgerichtig wurden mit Wirkung vom 31. März 1951 die KWUs aufgelöst, aufgespalten und in volkseigene Betriebe überführt. Dazu trug auch bei, dass in Großstädten die KWU zu groß und zu unübersichtlich in der Leitung waren: So hatte das „Kommunalwirtschaftsunternehmen der Stadt Leipzig“ acht verschiedene Betriebsteile, das „Kommunalwirtschaftsunternehmen der Stadt Dresden“ sogar deren zwanzig.